# 유격수

유격수(遊擊手)는 야구에서 2루수와 3루수 사이에 있는 수비수를 말한다. 보통 2루 베이스와 3루 베이스 사이에 있으며, 수비 부담 정도가 타 포지션에 비해 높은 편이다. 영어로는 쇼트스톱(shortstop, SS) 또는 쇼트필더(short fielder)라고도 한다.
주로 팀에서 발이 빠르고 송구 능력이 뛰어나며, 수비 범위가 넓고 센스가 뛰어난 선수를 유격수 포지션에 배치한다. 2루수와 유격수의 조합을 야구용어로 키스톤 콤비네이션(keystone combination)이라고 한다. 유격수는 643 병살의 주도자이므로 공을 빨리 꺼내어 송구하기 위해 글러브의 크기가 다른 내야수에 비해 작다.

## 유격수의 역할
- 보통 정면의 땅볼이나 뜬공을 잡아내서 타자나 주자를 아웃시킨다.
- 2루 베이스 커버와 2, 3루수 백업, 더블플레이 중계 등도 한다.